# Železniška proga Sankt Peterburg–Moskva
Železnica Sankt Peterburg–Moskva je železniška proga dolžine 649,7 kilometra skozi štiri oblasti (regije): Leningrajsko, Novgorodsko, Tversko in Moskovsko. Je glavna prometna žila v severozahodnem delu Rusije, ki jo upravljajo Oktobrske železnice, enota Ruskih železnic.

## Zgodovina

### Okoliščine
1. februarja 1842 je car Nikolaj I. izdal ukaz za gradnjo železnice med Sankt Peterburgom in Moskvo. Železnica je bila hišni projekt Pavla Melnikova (1804–1880), inženirja in upravnika, ki je nadzoroval gradnjo in katerega kip je mogoče videti v bližini južnega konca, Leningrajske železniške postaje v Moskvi. Zamisel o železnici, ki bi povezala obe prestolnici, je sprožila dolgotrajno polemiko, nekateri reakcionarni uradniki pa so napovedovali družbene preobrate, če bi množicam pustili potovati. Odločeno je bilo, da lahko linijo uporabljajo samo premožni; vsak potnik je moral imeti potni list in bil pod policijskim nadzorom.
Čeprav je bila železnica Carsko selo, ki jo je leta 1837 zgradil nemški inženir Franz Anton von Gerstner, prva javna železniška proga v Rusiji, so zaradi prekoračitve stroškov car Nikolaj I. in njegovi svetovalci dvomili v Gerstnerjeve sposobnosti, da izvede načrtovano progo Sankt Peterburg–Moskva. Tako sta Melnikov in še en kolega leta 1839 odpotovala v ZDA na študij železniške tehnologije, kjer sta se srečala z Georgeom Washingtonom Whistlerjem, ki je zasnoval Kantonski viadukt za železnico med Bostonom in Providence.
Na priporočilo Melnikova je car Nikolaj I. povabil Whistlerja, naj pomaga graditi železnico. Whistler je junija 1842 odšel v Rusijo v spremstvu carjevega inženirja majorja Ivana F. Bouttatza, ki je postal Whistlerjev prijatelj. Ruski car mu je leta 1847 podelil red svete Ane, vendar je zbolel za kolero in umrl 7. aprila 1849 v Sankt Peterburgu v Rusiji, dve leti pred dokončanjem proge.
Zgradili so jo tlačani z velikimi izgubami življenj, na kar je opozoril Nikolaj Nekrasov v svoji pesmi iz leta 1864 Železnica. Po desetih letih gradnje so 1. novembra 1851 progo odprli. Prvi potniški vlak je zapustil Sankt Peterburg ob 11:15, v Moskvo pa prispel naslednjega dne ob 21:00. Ob dokončanju je bila proga najdaljša dvotirna železniška proga na svetu.

### Legenda o ravnilu
O železnici obstaja urbana legenda, v kateri nastopa car Nikolaj I. Ko so jo leta 1842 načrtovali, naj bi zahteval uporabo najkrajše poti kljub večjim oviram na poti. Zgodba pravi, da je car z ravnilom skušal narisati železnico v povsem ravni črti, ob reki Msta pa se je s svinčnikom zadel ob prst, s katerim je držal ravnilo, in na progi ustvaril ovinek. Inženirji so nato želeli natančno izvršiti carjevo naročilo, rezultat pa je bila popolnoma ravna proga z enim ovinkom. Ta izmišljena zgodba je postala priljubljena v Rusiji in Britaniji kot ponazorilo, kako slabo se je državi vladalo. V 70. letih 19. stoletja se je med Rusi pripovedovala drugačna različica, da je car pametno premagal lokalne interese, ki so želeli, da se železnica preusmeri na to in to.
V resnici so traso začrtali inženirji in je podprl njihov nasvet, da gradijo po naravni črti. Ovinek, imenovan tudi Verebinski obvoz, je bil dejansko zgrajen šele leta 1877, 26 let po dokončanju proge, da bi obšla strm naklon, dolg 17 km. Vlaki proti Sankt Peterburgu so na njem pridobili toliko hitrosti, da se na naslednji postaji niso mogli ustaviti, medtem ko so tisti proti Moskvi za vzpon potrebovali štiri lokomotive. Leta 2001 so obvoz nadomestili z novim viaduktom.
Leta 2001 je bilo načrtovano, da bo po isti trasi zgrajena prva ruska železniška proga za visoke hitrosti, vendar se je projekt na koncu ustavil zaradi ekoloških protestov in pomislekov zaradi ranljivega okolja Valdajskega gričevja. Leta 2019 je bil odobren začetek nove faze načrtovanja.

## Obratovanje
Največja hitrost je 250 km/h, ki pa je dovoljena le na manj kot 10-kilometrskem odseku proge. Na 110 km proge je dovoljena največja hitrost 220 km/h; preostali del omogoča največjo hitrost 200 km/h. Najhitrejši vlak vozi 3 ure in 30 minut (kar pomeni povprečno hitrost 185 km/h). Od leta 2009 na tej progi vozijo vlaki Siemens Velaro RUS, znani tudi kot sapsan (»sokol selec«), vendar na njej ne dosegajo svoje največje hitrosti (300 km/h) zaradi težav z nadgradnjo vseh tirov. Ruske železnice so za osem vlakov porabile skoraj milijardo dolarjev. Leta 2019 je bilo podpisano tretje naročilo v višini 1,1 milijarde EUR za 13 vlakov istega modela.
Od leta 1931 znameniti vlak Krasnaja strela ('Rdeča puščica') vsak dan zapusti Moskvo ob 23:55 in pripelje v Sankt Peterburg ob 07:55 ter obratno.
Železnica je razmeroma zasedena, kar pomeni, da lahko na njej vsak dan vozi le nekaj hitrih vlakov. Obstajajo pobude za izgradnjo vzporedne železnice za visoke hitrosti, ki bi omogočala hitrost do 400 km/h, z ocenjenimi stroški v višini 696 milijard rubljev.

### Postaje
Večje postaje od severa proti jugu so: Krjukovo (Zelenograd), Klin, Redkino, Tver, Lihoslavelj, Kalašnikovo, Višni Voločjok, Bologo, Okulovka, Luka, Mala Višera, Čudovo, Ljuban, Tosno in Kolpino. 

### Vozni red
Od Moskve do Sankt Peterburga vsak dan vozi 32 direktnih hitrih vlakov.
Veliko več je spalnih vlakov. To progo uporabljajo mednarodni vlaki v bližnje države, kot sta Finska in Estonija.
Na progi vozi le absolutno neizogiben minimum tovornih vlakov. Vendar pa z enim tirom v vsako smer (z izjemo odseka med Moskvo in Zelenogradom, ki ima tri tire), ekspresnim vlakom pogosto povzročajo zamude počasnejši lokalni vlaki. Uvedba sapsanov je močno posegla v vozne rede primestnih vlakov, od katerih so nekaterim uvedli daljše postanke na izogibališčih, druge pa ukinili, kar je povzročilo zamere v mestih in naseljih ob progi.
Med Moskvo in Zelenogradom je v gradnji že četrti tir, tretji tir pa načrtujejo podaljšati mimo Zelenograda do Tvera.

## Nesreče
16. avgusta 1988 je 31 ljudi umrlo, ko je hitri vlak Avrora iztiril med potovanjem z veliko hitrostjo na poškodovanem odseku proge v bližini mesta Bologo.

### Eksplozija 2007
13. avgusta 2007 je medmestni potniški vlak iz Moskve v Sankt Peterburg tik pred postajo Male Višere iztiril po eksploziji bombe. Poškodovanih je bilo 30, smrtnih žrtev ni bilo, železniški promet pa je bil nekaj dni onemogočen v obe smeri. Napada so obtožili dva moška, Salambeka Džahijeva in Makšaripa Hidrijeva, iz Ingušetije na Severnem Kavkazu. Januarja 2010 sta bila oproščena obtožbe terorizma, obsojena pa sta bila na zaporno kazen. Sodišče je odločilo, da sta eksploziv izročila osebi, ki ga je dejansko namestila, vodji teroristične celice Pavlu Kosolapovu, vendar se nista zavedala, za kaj ga bodo uporabili. Džahijev in njegov zagovornik Magomed Razakov sta bila obsojena tudi zaradi poskusa podkupovanja preiskovalca. Džahijev je bil obsojen na deset let zapora, Hidrijev na štiri leta, Razakov pa na dve leti in dva meseca. Oprostilno sodbo je marca 2010 potrdilo vrhovno sodišče.

### Eksplozija 2009
27. novembra 2009 so med potovanjem med Moskvo in Sankt Peterburgom iztirili štirje vagoni z vlaka št. 166. Iztirjenje je bilo posledica podtaknjene eksplozije, enakovredne 7 kilogramom TNT. Vsaj 27 ljudi je bilo ubitih in 96 ranjenih. V drugi eksploziji 28. novembra, ki je bila namenjena preiskovalcem, je bil ranjen in hospitaliziran Aleksander Bastrikin, vodja preiskovalnega odbora.
O incidentu so poročali, da ima podobnosti z eksplozijo leta 2007.